# نيو سكوتلاند (نيويورك)
نيو سكوتلاند (بالإنجليزية: New Scotland, New York)‏ هي بلدة أمريكية تقع في الولايات المتحدة في مقاطعة ألباني، نيويورك. يقدر عدد سكانها بـ 8,648 نسمة ومساحتها 151.2 كم2 وترتفع عن سطح البحر 203 متر.

## أعلام
- صموئيل ديكسون